# Saint-Léger, Seine-et-Marne
Saint-Léger là một xã ở tỉnh Seine-et-Marne, thuộc vùng Île-de-France ở miền bắc nước Pháp.

## Dân số
Người dân ở Saint-Léger được gọi là Léodegendiens.
Điều tra dân số năm 1999, xã này có dân số là 200.